# Alte Maße und Gewichte (Hannover)

## Geschichtliche Entwicklung

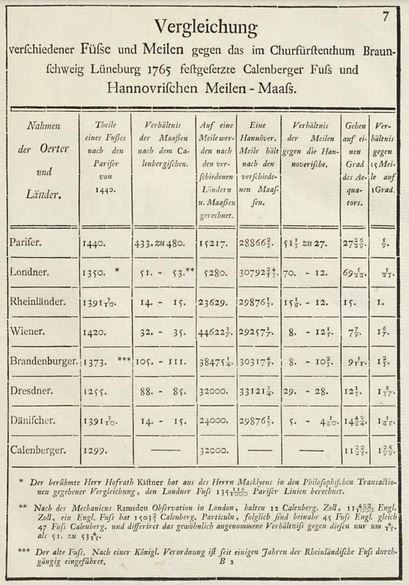
Vergleich europäischer Fuß- und Meilenmaße mit den 1765 im Churfürstentum Hannover eingeführten Maßen Calenberger Fuß und Hannoversche Meile

1765 ist im Kurfürstentum Braunschweig-Lüneburg nach „öfteren Irrungen“ der Calenbergische Fuß „gehörig berichtigt, und im ganzen Churfürstenthume gleichförmig eingeführet“ worden. Eine Hannöversche Meile hatte 32.000 Calenberger Fuß.
1836 wurden die Maße und Gewichte im Königreich Hannover vereinheitlicht. Das betreffende Gesetz erging am 19. August 1836 im St James’s Palace in London, da König Wilhelm IV., in Personalunion, sowohl in Großbritannien und Irland als auch in Hannover regierte. Es trat am 1. Juli 1837 in Kraft. Dem Gesetz vorangegangen waren  – unter Leitung von Carl Friedrich Gauß –  metrologische Untersuchungen im Königreich Hannover.
Am 1. Januar 1872 wurde mit der Norddeutschen Maß- und Gewichtsordnung das metrische Maßsystem in ganz Deutschland – und auch in der unterdessen preußischen Provinz Hannover – eingeführt. Das Zollpfund zu 500 Gramm galt allerdings schon seit 1858.

## Längenmaße
Das Gesetz von 1836 legte fest, dass der Hannoversche Fuß genau 23 Vierundzwanzigstel des englischen Fußes beträgt. Dies sind, unter Zugrundelegung des englischen Kompromiss-Fußes von 1959, also genau 292,1 mm. Dieser Wert wird auch in den folgenden Tabellen verwendet. Die empirischen Werte schwanken je nach Ort und Zeit, beziehungsweise auch dem untersuchten Spezimen des Maßes zwischen knapp 291,9 und 292,2 mm. Streuungen von bis zu ± 0,2 Prozent sind bei den vormetrischen Längenmaßen ganz allgemein zu beobachten.
Die historische Metrologie geht heute allerdings davon aus, dass die Ratio zwischen hannoverschem und englischen Fußmaß eigentlich 245 : 256 beträgt und der gesetzliche Wert daher um etwas mehr als ein Promille zu lang ist. Außer in Hannover galt dasselbe Fußmaß, Calenberger Maß genannt, auch in Bayern (siehe: bayrischer Fuß), sowie in Mainz und Lüttich.
| Linie     | ≤ 2, 0285 | mm | 1 / 12 ² | 1 / 12  |
| Zoll      | 24, 3416  | mm | 1 / 12   | 1       |
| Spann     | 243, 4166 | mm | 10 / 12  | 10      |
| Fuß       | 292, 1000 | mm | 1        | 12      |
| Elle      | 584, 2000 | mm | 2        | 24      |
| Schritt   | 778, 9333 | mm | 32 / 12  | 32      |
| Klafter   | 1, 7526   | m  | 6        | 72      |
| Lachter   | 1, 9473   | m  | 80 / 12  | 80      |
| Rute      | 4, 6736   | m  | 16       | 192     |
| Wegstunde | 4, 6736   | km | 16 000   | 192 000 |
| Landmeile | 7, 4192   | km | -----    | ------- |

## Fläche
| Quadratzoll |                    | ≈ 5, 9252   | cm² |
| Quadratfuß  | = 144 Quadratzoll  | = 853, 2241 | cm² |
| Quadratrute | = 256 Quadratfuß   | ≈ 21, 8425  | m²  |
| Morgen      | = 120 Quadratruten | ≈ 0,26211   | ha  |

Der sogenannte „altländer Morgen“ betrug vier Morgen, also ca. 1 Hektar.

## Volumen
| 1 Kubikzoll   |                  | ≈ 14,422845 cm³            |
| 1 Kubikfuß    | = 1728 Kubikzoll | = 24,922675961 dm³ (Liter) |
| 1 Schachtrute | = 256 Kubikfuß   | = 6,380205046016 m³        |

| Nößlein, Nösel, Ösel | = ½ Ort      | ≈ 0,461 l ≈ 460,938 ml |
| Nößlein, Nösel, Ösel | = ½ Ort      | ≈ 0,487 l ≈ 486,744 ml |
| Ort, Quartier        | = ½ Kanne    | ≈ 0,922 l ≈ 921,875 ml |
| Ort, Quartier        | = ½ Kanne    | ≈ 0,973 l ≈ 973,488 ml |
| Kanne                | = ½ Stübchen | ≈ 1,844 l              |
| Kanne                | = ½ Stübchen | ≈ 1,947 l              |
| Stübchen             | = 1⁄10 Anker | ≈ 3,688 l              |
| Stübchen             | = 1⁄10 Anker | ≈ 3,894 l              |
| Eimer                | = 4 Stübchen | ≈ 14,75 l              |
| Eimer                | = 4 Stübchen | ≈ 15,5758 l            |
| Anker                | = ¼ Ohm      | ≈ 36,875 l             |
| Anker                | = ¼ Ohm      | ≈ 38,9395 l            |
| Ohm, Ahm             | (Basisgröße) | ≈ 147,5 l (1714)       |
| Ohm, Ahm             | (Basisgröße) | ≈ 155,758 l (1836)     |
| Oxhoft               | = 1½ Ohm     | ≈ 221,25 l             |
| Oxhoft               | = 1½ Ohm     | ≈ 233,637 l            |
| Fuder                | = 4 Oxhoft   | ≈ 885 l                |
| Fuder                | = 4 Oxhoft   | ≈ 934,548 l            |

| Mühlenkopf      | = ½ Stübchen  | ≈ 1,947 l                          |
| Stübchen, Hoop  | = ½ Metze     | ≈ 3,894 l                          |
| Metze(n), Spint | = ¼ Himten    | ≈ 7,7879 l                         |
| Himte(n)        | = ½ Scheffel  | ≈ 31,152 l                         |
| Scheffel        | = 1/3 Malter  | ≈ 62,3 l                           |
| Malter          | (Basisgröße)  | ≈ 186,91 l ≈ 1,87 hl (1836)        |
| Wispel          | = 6 Malter    | ≈ 1,12146 m³                       |
| Vierup          | = 19 Scheffel | ≈ 1,18376 m³                       |
| Fuder           | = 13 Malter   | ≈ 2,42983 m³                       |
| Last            | = 16 Malter   | ≈ 2,99056 m³ ≈ 2990,56 l ≈ 29,9 hl |

5 hannoversche Scheffel = 6 Berliner Scheffel = 9 Lübecker Scheffel
In manchen Gegenden, etwa Celle oder Verden, wurden die Getreidemaße auch anders unterteilt:
Celle1 Last = 25 Wispel = 10 Scheffel = 100 Himten
Verden1 Malter = 1½ Scheffel = 12 Himten
| Krug   |           | ≈ 1,3845 l |
| Vierup | = 36 Krug | ≈ 49,843 l |

## Gewichte
| Quentchen, Quint | = 1⁄4 Lot    | ≈ 3,654 g                        |
| Lot(h)           | = 1⁄32 Pfund | ≈ 14,616 g                       |
| Pfund            | (Basisgröße) | ≈ 490,116 g (alt)                |
| Pfund            | (Basisgröße) | ≈ 489,608 g (1826 Kurfürstentum) |
| Pfund            | (Basisgröße) | ≈ 467,711 g (1835 Königreich)    |
| Zentner, Centner | = 100 Pfund  | ≈ 49,012 kg                      |
| Zentner, Centner | = 100 Pfund  | ≈ 48,961 kg                      |
| Zentner, Centner | = 100 Pfund  | ≈ 46,771 kg                      |

| Gran    | = 1⁄20 Skrupel | ≈ 60,9 mg   |
| Skrupel | = 1⁄3 Drachme  | ≈ 1,218 g   |
| Drachme | = 1 Quentchen  | ≈ 3,654 g   |
| Unze    | = 8 Drachmen   | ≈ 29,232 g  |
| Pfund   | = 12 Unzen     | ≈ 350,783 g |

| 1 Quint       | = 1⁄10 Neulot | = 5 g                       |
| 1 Neulot      | = 1⁄10 Pfund  | = 50 g                      |
| 1 Pfund       |               | = 500 g (exakte Definition) |
| 1 Zentner     | = 100 Pfund   | = 50 kg                     |
| 1 Schiffslast | = 40 Zentner  | = 2 t                       |